# Thomas Taylour, II marchese di Headfort
Thomas Taylour, II marchese di Headfort (4 maggio 1787 – 6 dicembre 1870), è stato un politico irlandese.

## Biografia
Era il figlio di Thomas Taylour, I marchese di Headfort, e di sua moglie, Mary Quin.

## Carriera
Nel 1829 succedette al padre come marchese di Headfort. Nel 1831 fu creato barone Kenlis, di Kenlis nella contea di Meath, nel Pari del Regno Unito, che lo autorizza a un seggio automatico nella Camera dei lord (i suoi altri titoli sono nella Pari d'Irlanda). Prestò giuramento del Consiglio privato irlandese nel 1835 e prestò servizio nell'amministrazione Whig di Lord Melbourne come Lord of the Bedchamber (1835-1837) e come Lord-in-Waiting (1837-1841). Headfort ricoprì anche la carica di Lord luogotenente di Cavan (1831-1870).

## Matrimoni

### Primo Matrimonio
Sposò, il 29 gennaio 1822, Olivia Stevenson (?-21 luglio 1834), figlia di Sir John Stevenson. Ebbero sei figli:
- Thomas Taylour, III marchese di Headfort (1 novembre 1822-22 luglio 1894);
- Lady Olivia Taylour (8 febbraio 1824-4 settembre 1916), sposò il reverendo Frederick Fitzpatrick, ebbero due figlie;
- Lady Mary Juliana Taylour (3 aprile 1825-26 settembre 1909);
- Lord Robert Connolly Taylour (7 novembre 1826-19 gennaio 1851);
- Lady Virginia Frances Zerlina Taylour (17 marzo 1828-26 gennaio 1922), sposò Joseph Sandars, non ebbero figli;
- Lord John Henry Taylour (12 dicembre 1831-4 febbraio 1890), sposò in prime nozze Mary Macfarlane, ebbero quattro figli, e in seconde nozze Eliza Llewellin, ebbero tre figli.

### Secondo Matrimonio
Sposò, il 5 febbraio 1853, Frances Martyn (?-2 marzo 1878), figlia di John Livingstone Martyn. Non ebbero figli.